# 圣詹姆斯桥

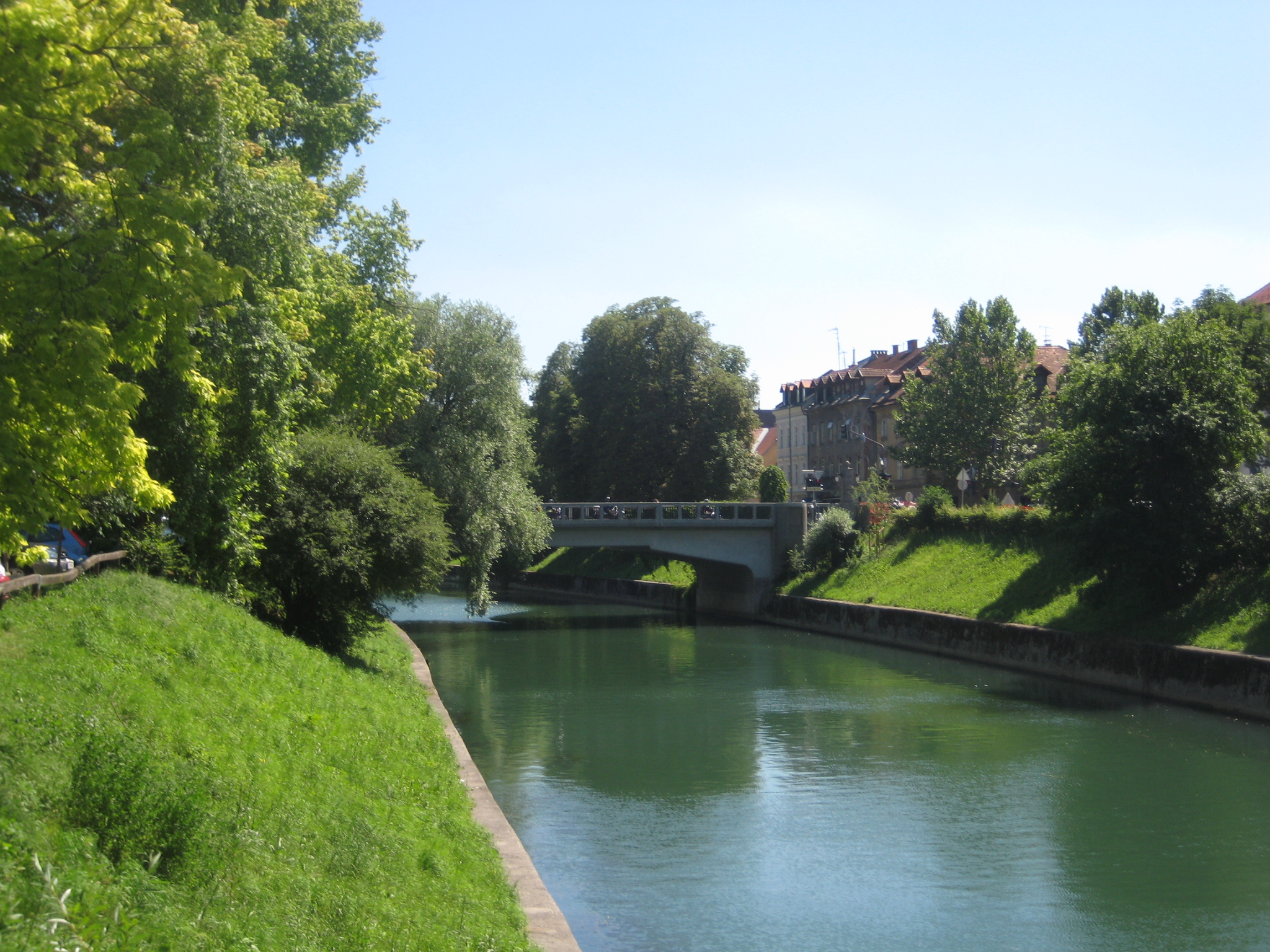
2009年的圣詹姆斯桥

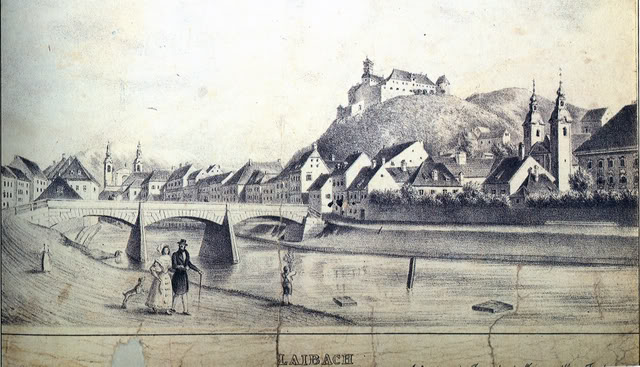
1836年的圣詹姆斯桥

圣詹姆斯桥是斯洛文尼亚首都卢布尔雅那的一座跨越盧布爾雅尼察河的桥梁，位于卢布尔雅那城区的南端。